# 新発田市立外ヶ輪小学校
新発田市立外ヶ輪小学校（しばたしりつ とがわしょうがっこう）は、新潟県新発田市にある公立小学校。

## 沿革
- 明治元年 - 新発田藩知事、溝口直正により道学堂を開く。また道文寮（大学寮）三局、培根寮（小学寮）十八局を開く。
- 明治5年 - 新発田洋学校有志によって設立。
- 明治6年 - 新発田洋学校が新潟学校の分校となる。第六大学区新潟県管内第八中学区蒲原郡新発田第六番小学校、化成堂を宝光寺に設立、後に分裂し化成塾松下堂となる。
- 明治7年 - 化成塾、新発田校と改め二ノ丸分校をおく。松下堂、上町校と麩屋町校に分離。
- 明治9年 - 分校廃止、再び洋学校独立。（化成塾、二ノ丸本校に合併）
- 明治10年 - 洋学校廃止、郡立中学新発田校設立。（化成塾、三ノ丸校と改める。上町校、麩屋町校合併し上町麩屋校と改名）
- 明治13年 - 三ノ丸校、公立小学校第十二番三ノ丸校と改称。上町麩屋校、公立小学校第十三番新発田校と改称。
- 明治16年 - 外ヶ輪56~66番に校舎新築また御免町にも新校舎落成。
- 明治18年 - 公立小学校第十三番新発田校、北蒲原郡第二十九学区公立新発田小学校と改名。
- 明治19年 - 中学新発田校廃止。
- 明治20年 - 郡立高等科新発田小学校設立。第十二番三ノ丸校は尋常科三ノ丸校と改名。新発田小学校は尋常新発田町小学校と改名。
- 明治25年 - 郡立高等科新発田小学校廃止、新発田高等小学校設立。尋常三ノ丸校、新発田本村尋常小学校と改名。尋常新発田町小学校、新発田尋常小学校と改名。
- 明治41年 - 新発田高等小学校、新発田尋常高等小学校と校名変更。
- 大正3年 - 新発田本村尋常小学校、新発田尋常小学校と改名。
- 大正13年 - 3校を統合。新発田尋常高等小学校とし、校舎名を御免町小学校舎（1，2，3年）、三ノ丸校舎（4，5年）、外ヶ輪校舎（6年、高等科）とした。50学級となり県下屈指の規模の小学校となる。
- 昭和10年 - 外ヶ輪校舎、竣工式を挙行・移転。本校舎と御免町校舎の2大校舎となる。
- 昭和16年 - 新発田町新発田国民学校と改名する。
- 昭和18年 - 創立70周年記念式典記念事業として、英霊奉斎所、全校校区設備を整える。
- 昭和19年 - 健康養護学級ができる。高等科の学級を体力別編成とする。
- 昭和20年 - 高等科の教育体制を工業学級、農業学級にする。
- 昭和22年 - 県下で最初に学校給食を始める。学校教育法の施行の伴い新発田市立新発田小学校となる。御免町校舎を新発田新制中学校に貸与、外ヶ輪校舎に全児童収容。この年、昭和天皇の戦後巡幸があり、校庭に奉迎場を設けて昭和天皇を迎えた[1]。
- 昭和23年 - 外ヶ輪校舎の一部を新制中学校に貸与。
- 昭和24年 - 御免町校舎分離独立校として発足。外ヶ輪校舎は新発田市立外ヶ輪小学校となる。
- 昭和25年 - 学区変更で神明町、西築地、下鉄砲町、下新町、猿橋小学校へ移る。
- 昭和27年 - 本丸中学校、外ヶ輪校舎に移転。
- 昭和29年 - 体育研究指定校として、全県下に研究発表をする。
- 昭和30年 - 新校舎6教室できる。
- 昭和31年 - 学校給食研究指定校となる。学校給食研究実施について文部大臣より表彰を受ける。
- 昭和33年 - 裏磐梯へ一泊二日の修学旅行実施。
- 昭和34年 - 歯科治療設備整う。図工科の研究指定校として研究会を開く。
- 昭和35年 - 学区変更により、伊勢堂、三宜町通りが御免町校区となる。
- 昭和36年 - 交通安全指導で県警本部長より表彰。4教室増築。
- 昭和37年 - プール完成。
- 昭和38年 - テレビ3台とチャイムがつく。創立マラソン大会実施。
- 昭和39年 - 国体選手歓迎の鼓笛隊市中パレード。新潟地震時、全員グラウンドに無事に避難する。
- 昭和40年 - 第1回縄跳び大会開く。給食室完成。
- 昭和41年 - 家庭科調理室完成。理科学習の指導法について学研教育賞を受ける。7，17水害で臨休2日。授業過程研究会開催。
- 昭和42年 - 前庭の遊園地を整備、築山を作る。8.28水害避難場所として体育館開放。全校ガスストーブとなる。旧給食室を普通教室に改造。
- 昭和43年 - 環境整備特別委員会発足。教育照明施設完成。
- 昭和44年 - 児童玄関前庭完成。自転車コンテスト、下越大会、県大会優勝、関東ブロック大会6位入賞。
- 昭和45年 - 県教委より教育実践校として表彰、賞状及び複写機を受ける。家庭科教室を普通教室に改装。交通安全優良校として県知事より表彰される。
- 昭和46年 - 屋外交通教室開き。
- 昭和47年 - 小林富作校長逝去、学校園葬を行う。
- 昭和48年 - 交通公園信号機取り付け。
- 昭和49年 - 在宅訪問学級開設。市P連給食研究大会、全大会場。
- 昭和50年 - 家庭教育学級開設。岩石園完成。
- 昭和52年 - 授業研究協力校として県教委より指定される。とがわ子どもの家開設。体育館壁面張替え。給食室渡廊下、中庭通路、前庭水飲場、小鳥小屋金網張替え工事行う。
- 昭和53年 - 給食室渡り廊下に屋根取り付け。PTA県知事表彰を受ける。
- 昭和54年 - おしごとの日設定。授業研究協力校となる。男子便所焼失。
- 昭和55年 - JRC加盟。
- 昭和56年 - 授業研究協力校となる。

## 通学区域
- 本町1丁目～4丁目、中央町1・4・5丁目・3丁目8番～13番、大手町1丁目7番～14番（うち10番、11番、14番の一部）、大手町2丁目1番～6番 （うち6番の一部）、大手町3丁目～6丁目、緑町1丁目1番～5番、11番の一部、3丁目、城北町1丁目・3丁目、新富町1丁目[2]

## 進学先中学校
- 公立学校は、新発田市立本丸中学校[2]

## 著名な出身者
- 佐々木行（歌手）
- 佐藤哲三 (画家)
- 杉山義法（脚本家）
- 蕗谷虹児（画家）

## 所在地
- 〒957-0053 新潟県新発田市中央町5丁目8番9号

## 参考資料
- 『とがわ』創立80周年記念誌
- 『90年目の外小の教育』創立90周年記念誌